# Eilema khasiana
Eilema khasiana är en fjärilsart som beskrevs av Rothschild 1912. Eilema khasiana ingår i släktet Eilema och familjen björnspinnare. Inga underarter finns listade i Catalogue of Life.